# Froilán Carvajal

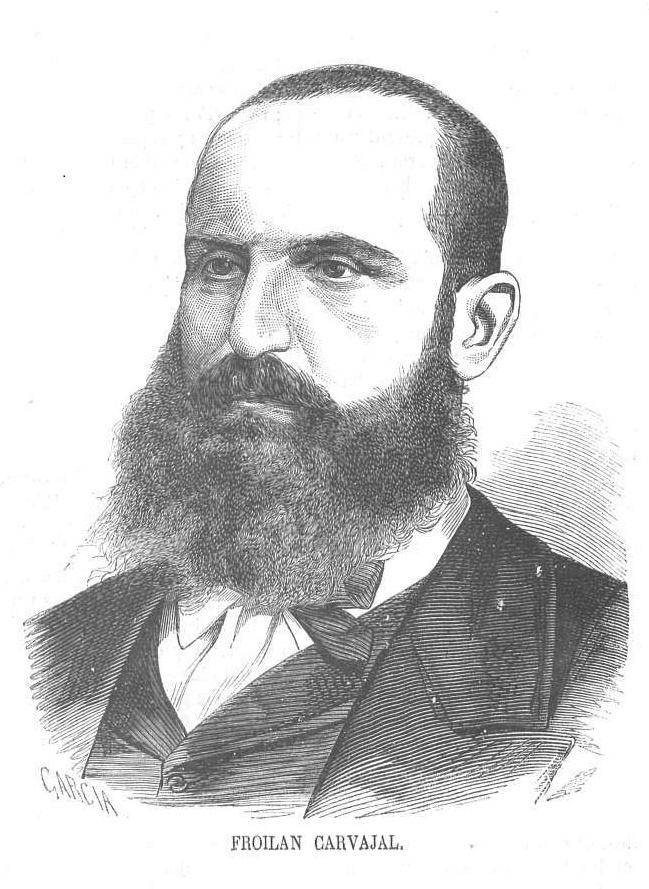
Retrato de Froilán Carvajal por Justo García Villamala aparecido en La Ilustración Republicana Federal, año I, n.º 17, 8 de octubre de 1871. Biblioteca Nacional de España

Froilán Carvajal y Rueda (Tébar, 5 de octubre de 1830-Ibi, 8 de octubre de 1869) fue un político republicano español, fusilado a raíz del levantamiento republicano-federal de octubre de 1869.

## Biografía
Hijo de una familia acomodada, cursó estudios de latín en Villanueva de la Jara antes de trasladarse en 1841 a Madrid para estudiar filosofía en la Universidad Central. Estudió luego notarías, empleándose de 1850 a 1853 en un despacho de notario en Madrid. De vuelta en Tébar  se alistó voluntario en la Milicia Nacional y con grado de teniente secundó la Revolución de 1854, cercano ya a los postulados del Partido demócrata, atraído por Sixto Cámara y Emilio Castelar. En 1856, al triunfar la contrarrevolución, se alzó al frente de una pequeña partida republicana con la que recorrió los pueblos de Cuenca antes de verse obligado a disolverla y buscar refugio en Madrid. Inició entonces una carrera literaria, colaborando con El Eco de la Razón (Cuenca), El Porvenir, La Educación Pintoresca, La Batuta y otros periódicos tanto de Cuenca como de Madrid. En el Semanario Pintoresco Español publicó en el número del 7 de junio de 1857 el cuento La cueva de la judía. Escribió también alguna poesía, bastante convencional, de la que es ejemplo Oriental:

De un castellano de pro
eres la linda sultana;
¿te quiere mucho, cristiana?
¿le quieres tú mucho? dí.
Los ojos bajas y callas
y te barniza el rubor...?
Eso, cristiana, es amor,
y amor que dice que sí.

En 1863 publicó en verso El faro de la niñez. Colección de máximas religiosas, morales y sociales, «Obra aprobada para texto en todas las escuelas del reino por el Real Consejo de Instrucción pública», dedicada «Al mejor de mis amigos, el presbítero señor don Juan Gavaldón Leal, beneficiado y cura ecónomo de la ex-colegiata de Belmonte en la provincia de Cuenca». Terminaba Carvajal aconsejando al pequeño lector:

Si, avanzando en el terreno
de este mundo miserable,
en la política llegas
alguna vez a mezclarte,
y ya mezclado, a un partido
de los que en ella combaten
te adhieres; de ese partido
nunca, como otros, te apartes
mientras la moral respete
y la religión acate.
Si está la patria en peligro
y defenderla te es dable,
vuela allí donde el peligro
mayor arrojo reclame...

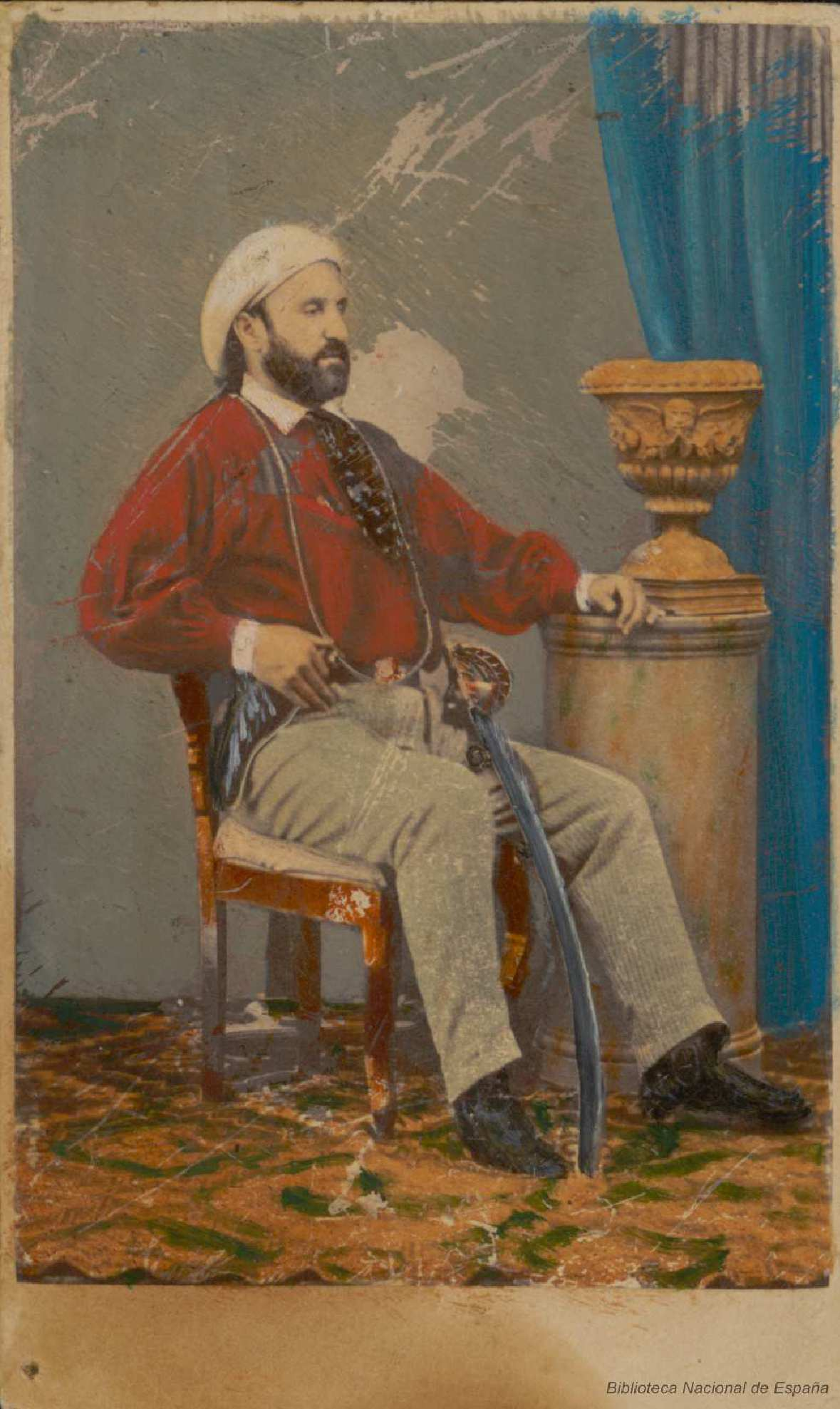
Froilán Carvajal con camisa roja y sable. Fotografía en papel albúmina coloreada a mano. Al dorso dedicatoria: «A los amigos de Lorca / Froilán Carbajal». Biblioteca Nacional de España.

Hombre de acción ante todo, a partir de 1863 participó en las diversas intentonas insurreccionales del periodo, viéndose por primera vez obligado a exiliarse tras secundar en enero de 1864 la frustrada de Prim en Valencia. En agosto de 1867, al estallar una nueva insurrección en Aragón y Cataluña se alzó en Vara de Rey al grito de viva la República y, fracasada la intentona, hubo de escapar por Alicante a Marsella y Orán, donde continuó conspirando. El 23 de agosto de 1868 volvió a intentarlo en Villena, pero nuevamente fracasado el intento hubo de esconderse hasta el estallido de la revolución de septiembre en que reaparecería en la defensa de Alcoy. Tras el triunfo de la revolución y ya destronada Isabel II se presentó en Yecla al frente de trescientos hombres y proclamó la república, según la notificación que llegó la noche del 17 de octubre de 1868 a la Junta revolucionaria reunida en Cartagena con José Prefumo como presidente, que le obligó a disolver la tropa para evitar el derramamiento de sangre. Se estableció a continuación en Alicante, donde se convirtió en presidente del Club de los Radicales y director o redactor jefe del diario La Revolución.
En febrero de 1869, inesperadamente, se ordenó su detención por la sublevación en agosto de 1867 en Vara de Rey, por lo que pasó a la clandestinidad y a escribir con el seudónimo de Plácido Bernardo. Absuelto, viajó a Madrid en julio en tanto Enrique Rodríguez-Solís, luego director de La Ilustración Republicana Federal y biógrafo de Carvajal se hacía cargo del diario La Revolución. En octubre, según escribió Rodríguez-Solís dos años después, «no pudiendo sublevarnos en Alicante porque ciertos republicanos se opusieron, decidimos hacerlo en combinación con varias provincias en la madrugada del 4 al 5 de octubre; muchos faltaron y cerca ya de N... tuvimos aviso que una columna nos perseguía». Era alcalde de Alicante Eleuterio Maisonnave, republicano comprometido con la revolución de 1868 pero que, en efecto, se había mostrado reticente ante esta nueva intentona. No habiendo podido convencer a los republicanos alicantinos de sumarse a la rebelión, el 6 Carvajal entró con 26 hombres en Castalla donde fueron alcanzados por la tropa que los perseguía, dirigida por el coronel Arrando, que los invitó a entregarse con promesa de indulto, pero esa misma tarde fue sentenciado a muerte. En la carta que escribió a su hermano Basilio le decía: «Sin llegar a rebelarme caí en poder de una columna del ejército. Sin estar publicada la ley marcial aquí me han sometido a su fallo y voy a morir dentro de breves instantes». Un corresponsal anónimo relató sus últimos momentos de vida en el diario La Revolución del 26 de julio de 1870: «Me dirigí entonces a la cárcel-capilla... donde encontré a Carvajal que hizo una contrición edificante... yo, llorando, y él con la serenidad de un caballero cristiano [que] guardó hasta su muerte, con la admiración de los que lo presenciaban». Según Rodríguez Solís, el cura de Ibi y las señoras de la localidad suplicaron a Arrando en vano que aplazase la ejecución de la sentencia en tanto tramitaban el indulto. Luego salió indemne de una primera descarga: «Los pobres soldados no habían tenido valor para matarlo».
Benito Pérez Galdós evocó los sucesos de octubre de 1869 y la muerte de Carvajal en España trágica, segundo título de la quinta serie de los Episodios nacionales, confrontando la figura de Carvajal y la suerte por él corrida con la de otro republicano federal y diputado, Emigdio Santamaría:

En la mesa próxima, un federal vetusto, de abolengo progresista, lobo de barricadas curtido por los huracanes revolucionarios, hablaba del ciudadano Emigdio Santamaría, que minutos antes se separó de sus amigos en la puerta del café. No fue benévolo el tal en los comentarios que hizo del ausente y de su conducta en la vencida insurrección federal. En Octubre del año anterior salió de Madrid para Levante. Iban en el mismo tren Froilán Carvajal, Rodríguez Solís, Bertomeu, Palloc y otros. Con Antoñete Gálvez se corrió hacia Orihuela y Murcia, dejando en Alicante a sus compañeros. Estos sublevaron muchos pueblos de la provincia; se batieron con los pandorgos, que así llamaban a los monárquicos por allá; fueron vencidos... la tropa les dio caza, les abrasó... Al pobrecito Froilán nos le fusilaron... los demás se escondieron, volaron... En el extranjero esperaban un indulto... Pues Santamaría, después de andar en el fregado de Murcia sin hacer cosa de provecho, se vino acá tranquilamente y le dijo a Prim: «Don Juan, yo no he sido... Don Juan, yo no estuve en Murcia; yo soy hombre de orden... yo no he tenido arte ni parte en esas locuras...» Y con su poco de coartada y otro poco de sanfasón, ahí le tenéis tan campante...
Benito Pérez Galdós, España trágica, cap. VII.

Al estallar la rebelión cantonal la Junta Soberana de Salvación pública del cantón de Cartagena dispuso que uno de los castillos de la ciudad llevase su nombre. Héroe y mártir para los federalistas, Ramón José Sender recreó de forma novelada su figura en Míster Witt en el cantón a partir de una mínima base histórica y, según José María Jover, tendiendo puentes con otras figuras y acontecimientos históricos más próximos al novelista, como la sublevación de Jaca y los fusilamientos de los capitanes Fermín Galán y Ángel García Hernández que le habrían servido para su reconstrucción de la muerte de Carvajal, primo y amor en la distancia de doña Milagritos, la esposa del inglés, que conservaba en una urna su pañuelo ensangrentado.